# Wendels (Englerts)-mühle
Wendelsmühle, auch Englertsmühle, früher Neumühle, ist eine ehemalige Mühle sowie ein Wohnplatz auf der Gemarkung der Stadt Grünsfeld im Main-Tauber-Kreis im fränkisch geprägten Nordosten Baden-Württembergs.

## Geographie
Die Wendelsmühle liegt auf der Gemarkung der Kernstadt Grünsfeld in einer Aue des Grünbachs zwischen Grünsfeldhausen und Grünsfeld. Ein vom vorbeifließenden Grünbach abzweigender Mühlkanal wurde so angelegt, dass direkt an der Mühle ein möglichst großer Höhenunterschied gewonnen wurde, um die Energie des fließenden Wassers für die Mühle optimal nutzen zu können.

## Geschichte
Um das Jahr 1750 erbaute Michael Hahner die sogenannte Wendelsmühle in ihren barockem Baustil, eingebettet in eine Grünbachaue. Die Wasserbauten der Mühle sowie ein regulierter Mühlkanal von etwa 150 Metern Länge zeugen von der hohen Kunst früherer Generationen beim Mahlen von Getreide. Auf dem Messtischblatt Nr. 6324 „Grünsfeld“ von 1882 wird die Mühle noch als Neumühle bezeichnet. Der heutige Name Wendelsmühle stammt von Dietrich Wendel, dem zweiten Besitzer der Mühle. Seit der Wende vom 18. zum 19. Jahrhundert ist die Mühle im Besitz der Familie Englert und wurde danach auch Englertsmühle genannt. Auf dem Messtischblatt von 1882 wurde an einem anderen Standort in Grünsfeld eine weitere Mühle genannt, die ebenfalls den Namen Englertsmühle trug (heute als Grünsfelder Bio-Ölmühle bezeichnet).
Seit etwa 1970 wird in der Mühle kein Getreide mehr gemahlen. Im Jahre 2010 wurde am historischen Mühlkanal ein kleines Wasserkraftwerk zur regenerativen Stromerzeugung in Betrieb genommen.

## Kulturdenkmale
Die Wendelsmühle steht unter Denkmalschutz. Es handelt sich um einen freistehendem Putzbau mit Mansard-Halbwalmdach, Gesimsbänder und Zahnfries. Daneben gibt es ein reiches Schmuckportal, ehemals mit Oberlicht, das mit der Jahreszahl 1815 bezeichnet ist. An einem Weg, der vom Wohnplatz über eine Grünbachbrücke führt, befindet sich ein Bildstock in der Nähe.

## Verkehr
Die Wendelsmühle liegt an der Grünbachstraße, die am Ortsende von Grünsfeld in Richtung Grünsfeldhausen von der Hauptstraße abzweigt und, nachdem sie den Grünbach überquert, auf der anderen Bachseite wieder nach Grünsfeld führt.